# Palkovické hůrky
Palkovické hůrky este o arie protejată (arie specială de conservare — SAC, sit de importanță comunitară — SCI) din Republica Cehă întinsă pe o suprafață de 131,54 ha, integral pe uscat.

## Localizare
Centrul sitului Palkovické hůrky este situat la coordonatele 49°38′27″N 18°15′20″E / 49.640833°N 18.255556°E.

## Înființare
Situl Palkovické hůrky a fost declarat sit de importanță comunitară în noiembrie 2009 pentru a proteja un număr necunoscut de specii din flora spontană și fauna sălbatică aflate în arealul zonei. Situl a fost protejat și ca arie specială de conservare în iunie 2016.

## Biodiversitate
Situată în ecoregiunea continentală, aria protejată conține 1 habitat natural: Păduri de fag Asperulo-Fagetum.
La baza desemnării sitului se află un număr nedeclarat de specii protejate.